# George Low
George Michael Low, nascido como George Wilhelm Low (10 de junho de 1926 — 17 de julho de 1984) foi um engenheiro estadunidense nascido na Áustria, que foi um oficial de NASA e depois presidente do Rensselaer Polytechnic Institute.